# Натурно
Нату̀рно (на италиански: Naturno; на немски: Naturns, Натурнс) е градче и община в Северна Италия, автономна провинция Южен Тирол, автономен регион Трентино-Южен Тирол. Разположено е на 528 m надморска височина. Населението на общината е 5554 души (към 2015 г.).

## Език
Официални общински езици са и италианският и немският. Най-голямата част от населението говори немски. В общината се говори и други романски език, ладинският.
| %     | Роден език      |
| 3,04  | Италиански език |
| 96,83 | Немски език     |
| 0,14  | Ладински език   |